# Троицкий костёл (Ишколдь)
Костёл Святой Троицы (бел. Касцёл Св. Троіцы) — католический храм XV века в белорусской деревне Ишколдь (бел. Ішкалдзь), расположенной в Крошинском с/с, в 36 км от Барановичей.
Памятник архитектуры XV века в стиле поздней готики, самый старый (из неперестроенных) костёл на территории современной Беларуси. 14 мая 2007 года Постановлением Совета Министров Республики Беларусь храму присвоен статус историко-культурной ценности регионального значения.

## История
Храм был заложен в 1449 году Николаем Немировичем, который тогда же назначил храму обеспечение от своих имений (право на это обеспечение позднее упоминается и в завещании Немировича в 1471 году). Освящен между 1468 и 1471. Церковь сохранила свою изначальную структуру до настоящего времени. Bo второй половине XVI века по приказу Николая Радзивилла Чёрного был приспособлен под кальвинистский собор. В 1641 году возвращён католикам. Во время русско-польской войны в середине XVII века был сильно повреждён. После подавления польского восстания 1863 года, как и многие другие католические церкви на территории современной Беларуси закрыт и в 1868 году переделан под православную церковь. После перехода Ишкольди в состав Польши в 1918 году возвращён католикам. В 1969 году вновь закрыт советскими властями. В 1980-х реставрирован и с тех пор используется как католический храм.

## Архитектура
Прямоугольный в плане основной объём накрыт высокой двускатной крышей, пятиугольная апсида более низкой. Интерьер разделён 4 столбами на 3 коротких нефа. В результате многократных перестроек в течение XVII—XX вв. художественно-декоративное убранство внутри памятника изменилось.
Архитектурная композиция храма является интерпретацией среднеевропейских готических форм. Троицкий костёл не имеет возвышенной вертикальной композиции, богатого скульптурного оформления, характерных для готической архитектуры Западной Европы. Кажется массивным, но его своеобразная скульптурная пластика, без использования прямых линий, грациозная пропорция стен контрфорсов, стремительная динамика щита крыши не вызывают сомнений в его готическом характере. В этом памятнике более четко изображена белорусская церковная готика. Размеры храма — 26,4×13,5 метра.
В своей архитектуре костёл почти полностью повторяет Святодуховскую церковь в Кодене, но в отличие от неё имеет не полукруглую, а гранёную апсиду, также круглая башенка с витыми лестницами примыкает не в северо-западном, а в северо-восточном углу католикона.

## Галерея

### В прошлом

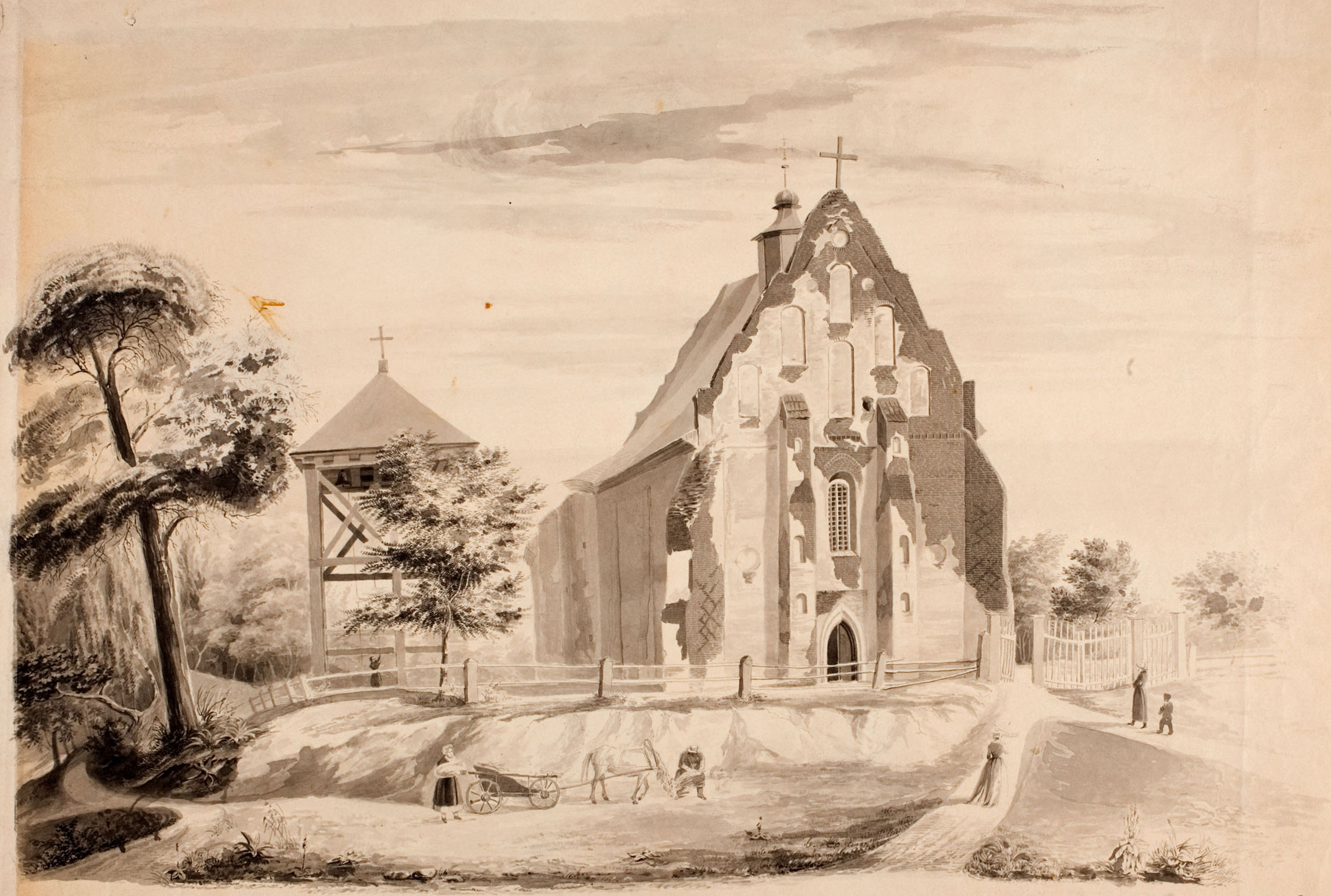
(1848)
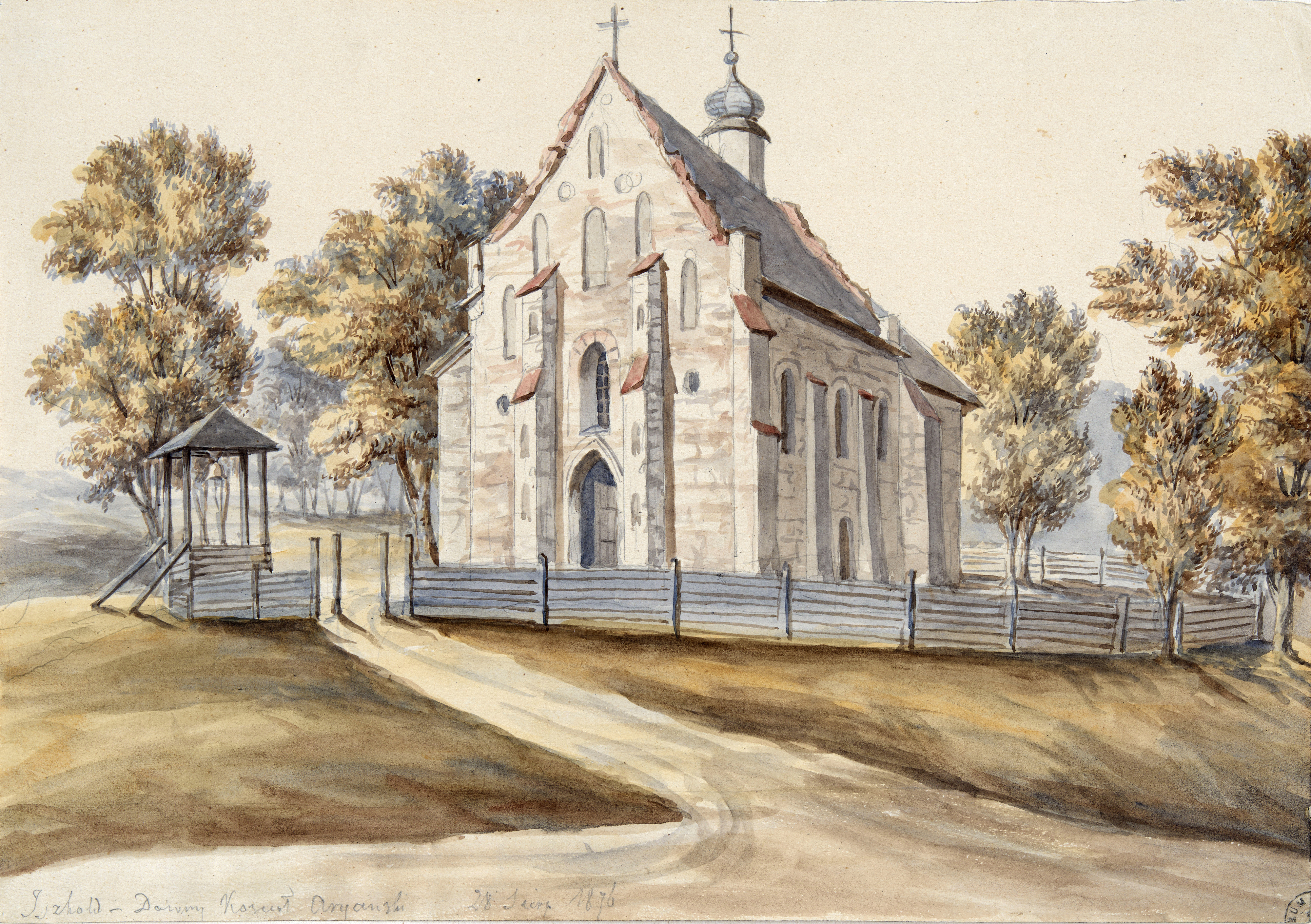
(1876)
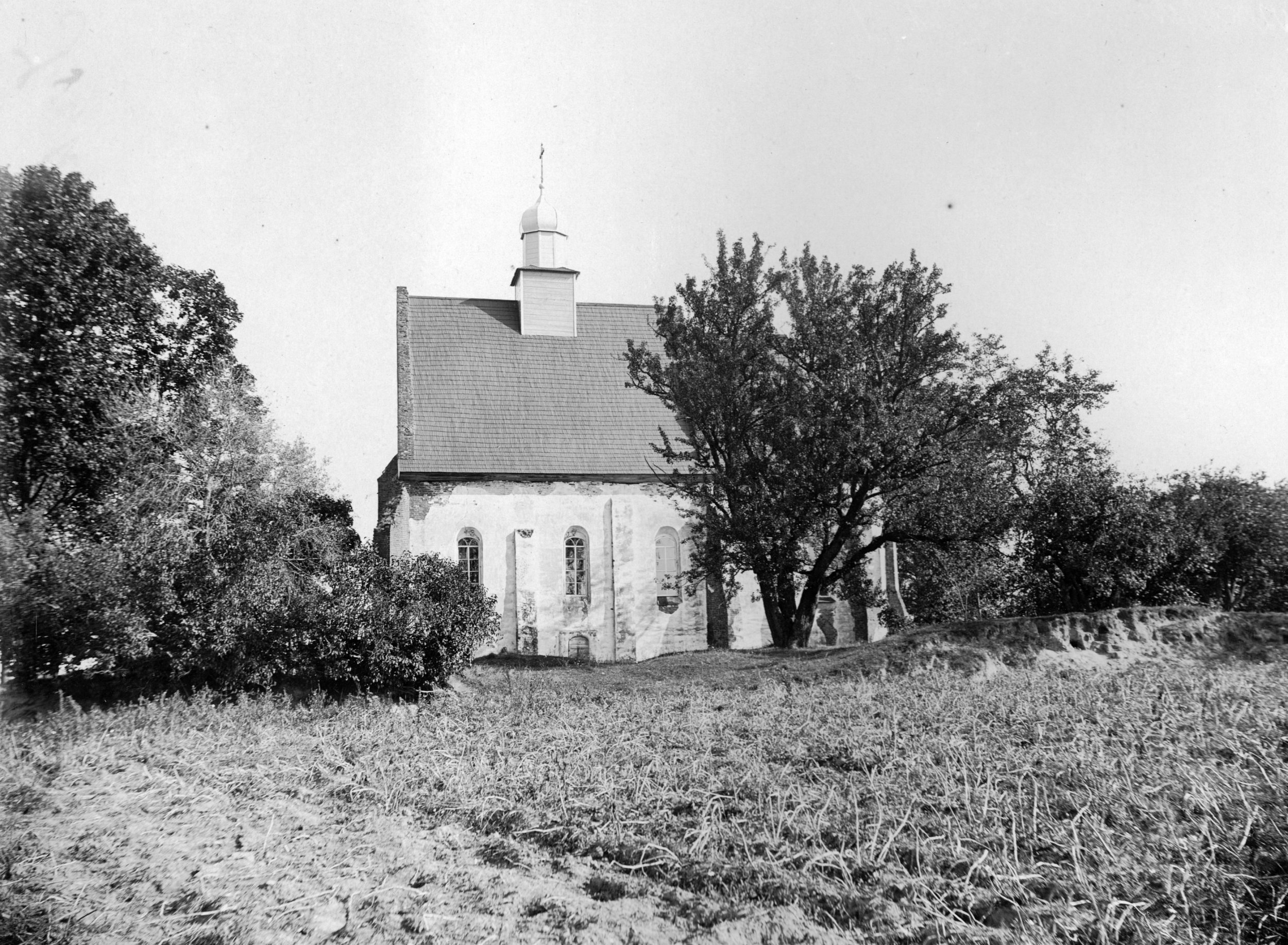
(1900)
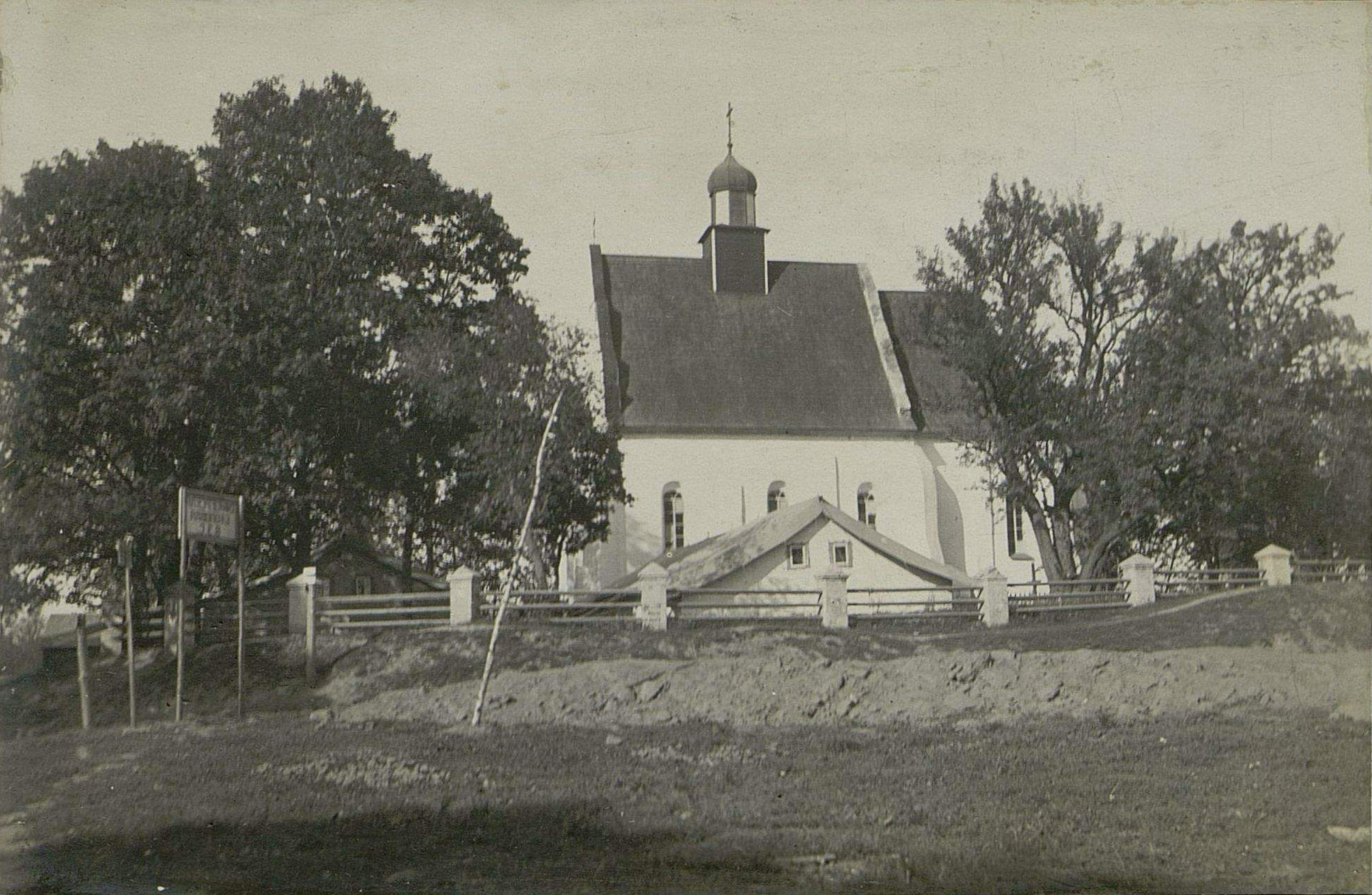
(1916)
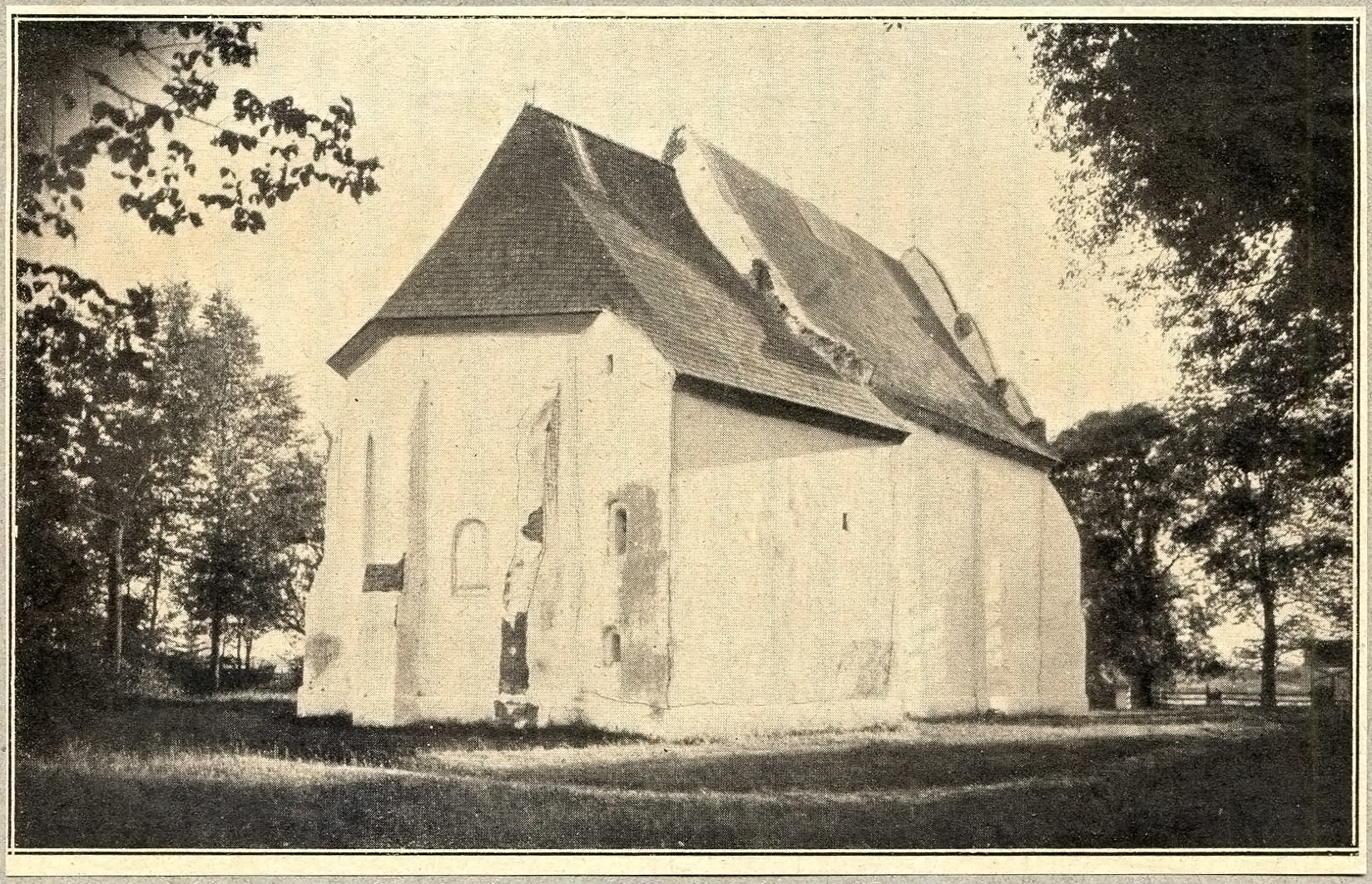
(1920-е)
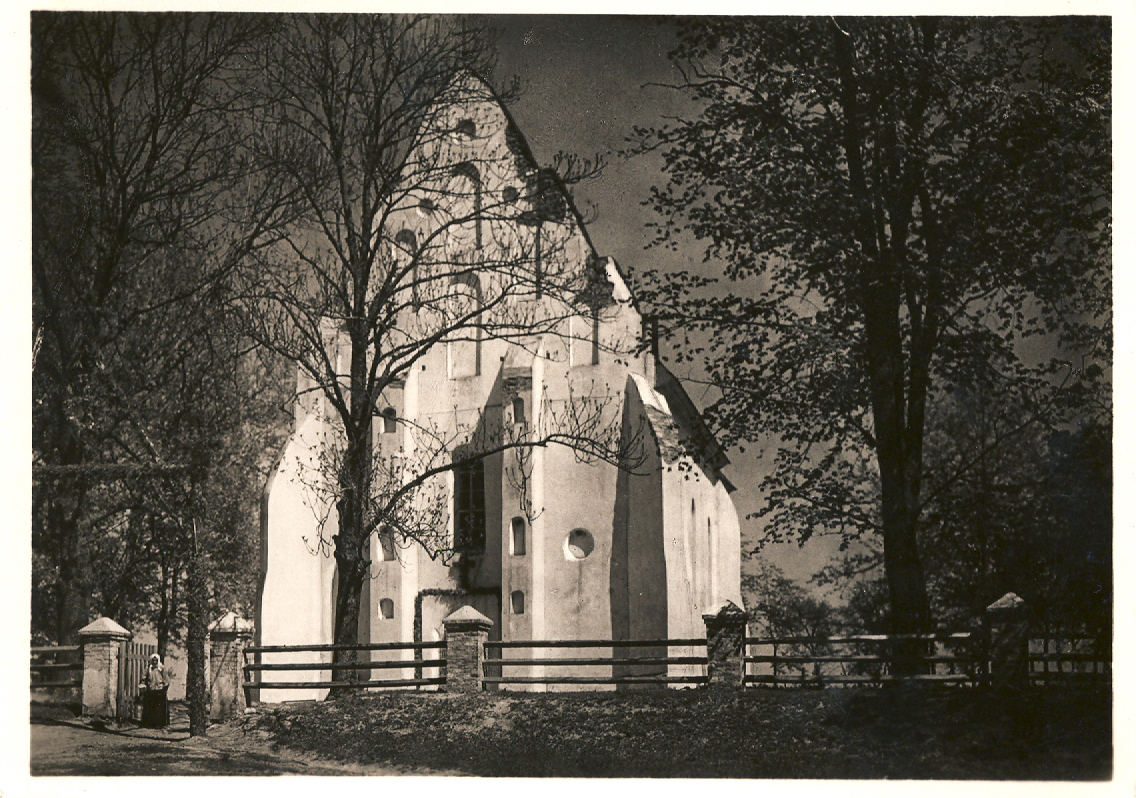
(1938)

### В XXI веке

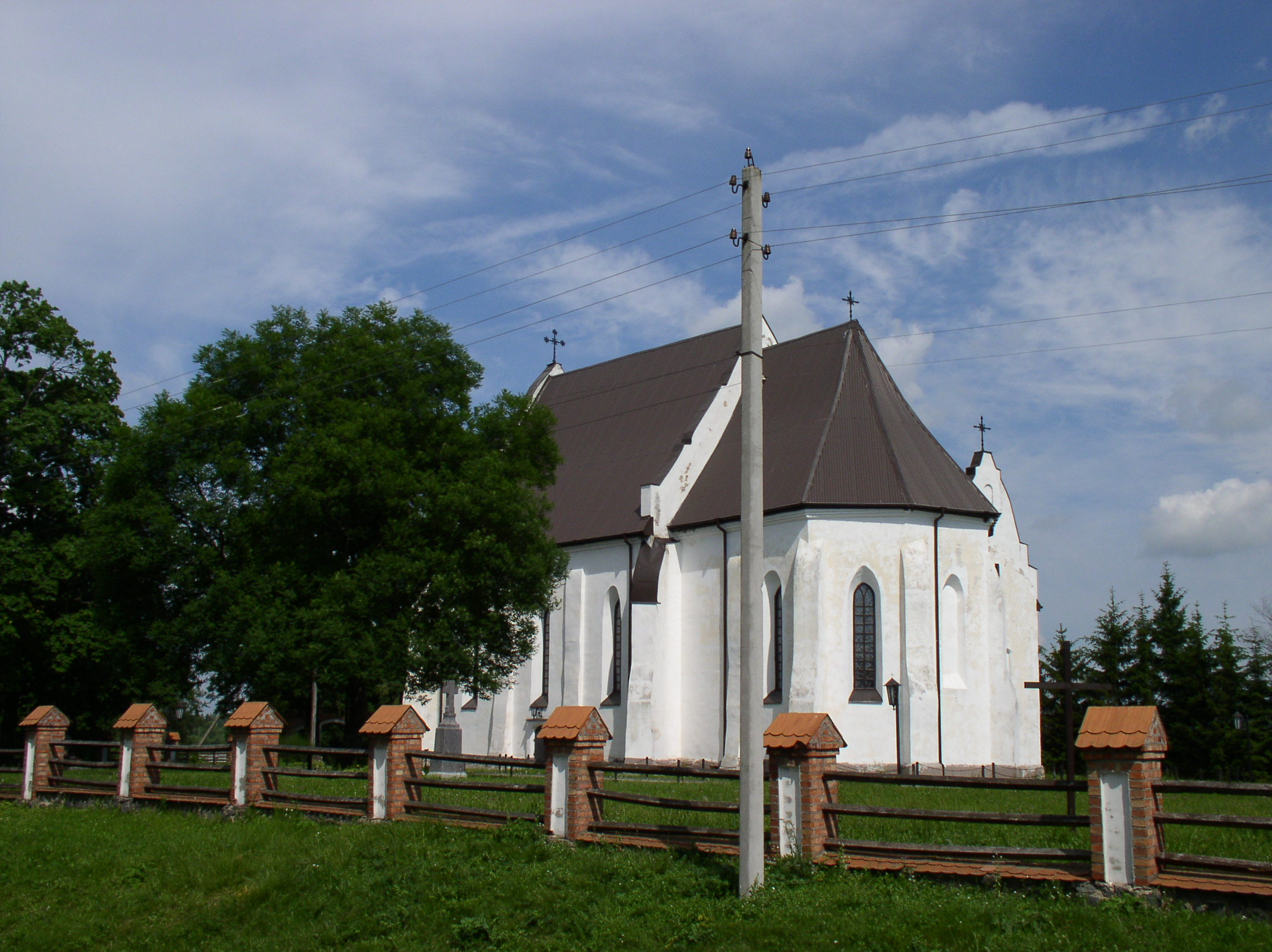
(2006)
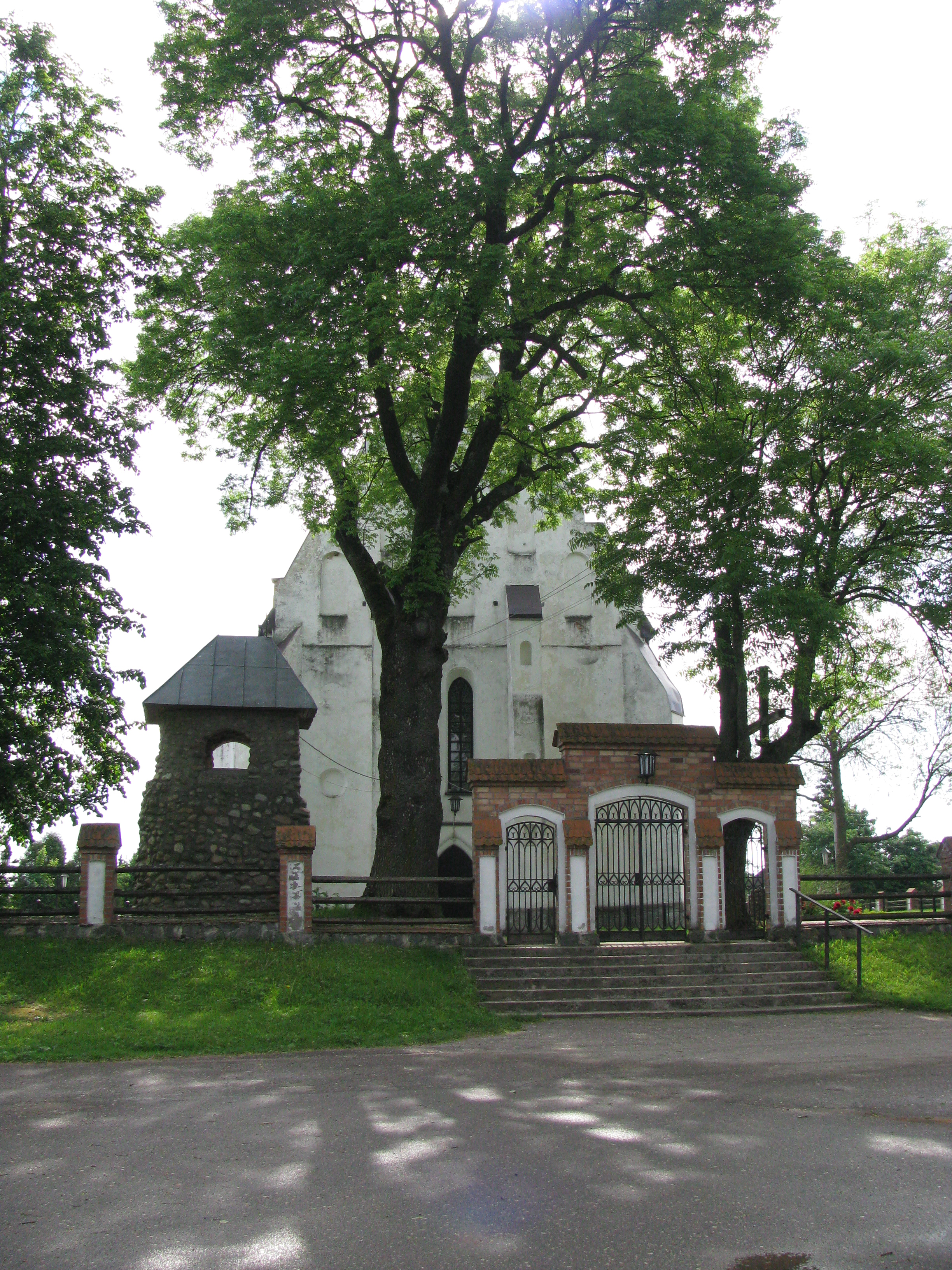
(2009)
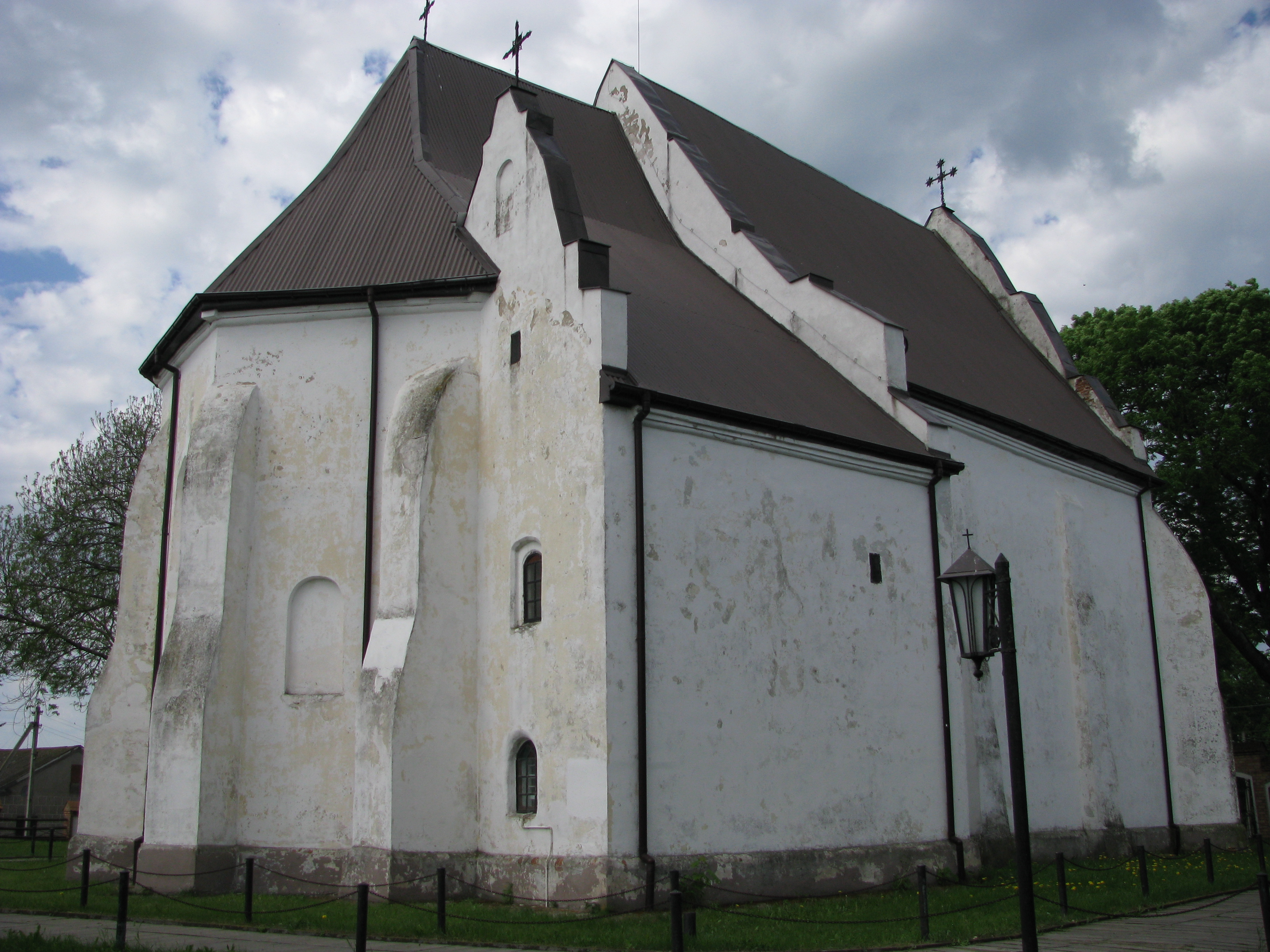
(2009)
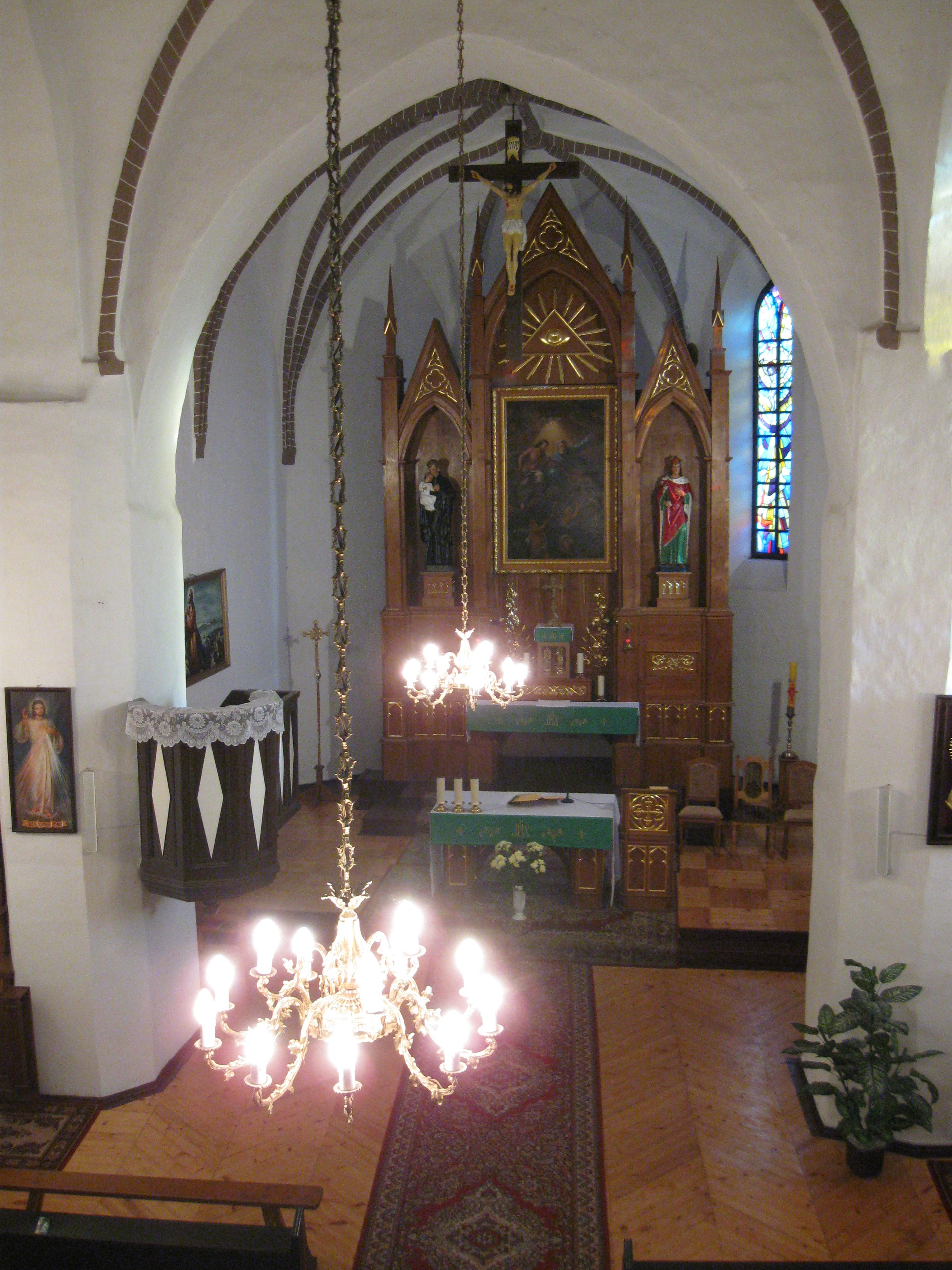
(2010)
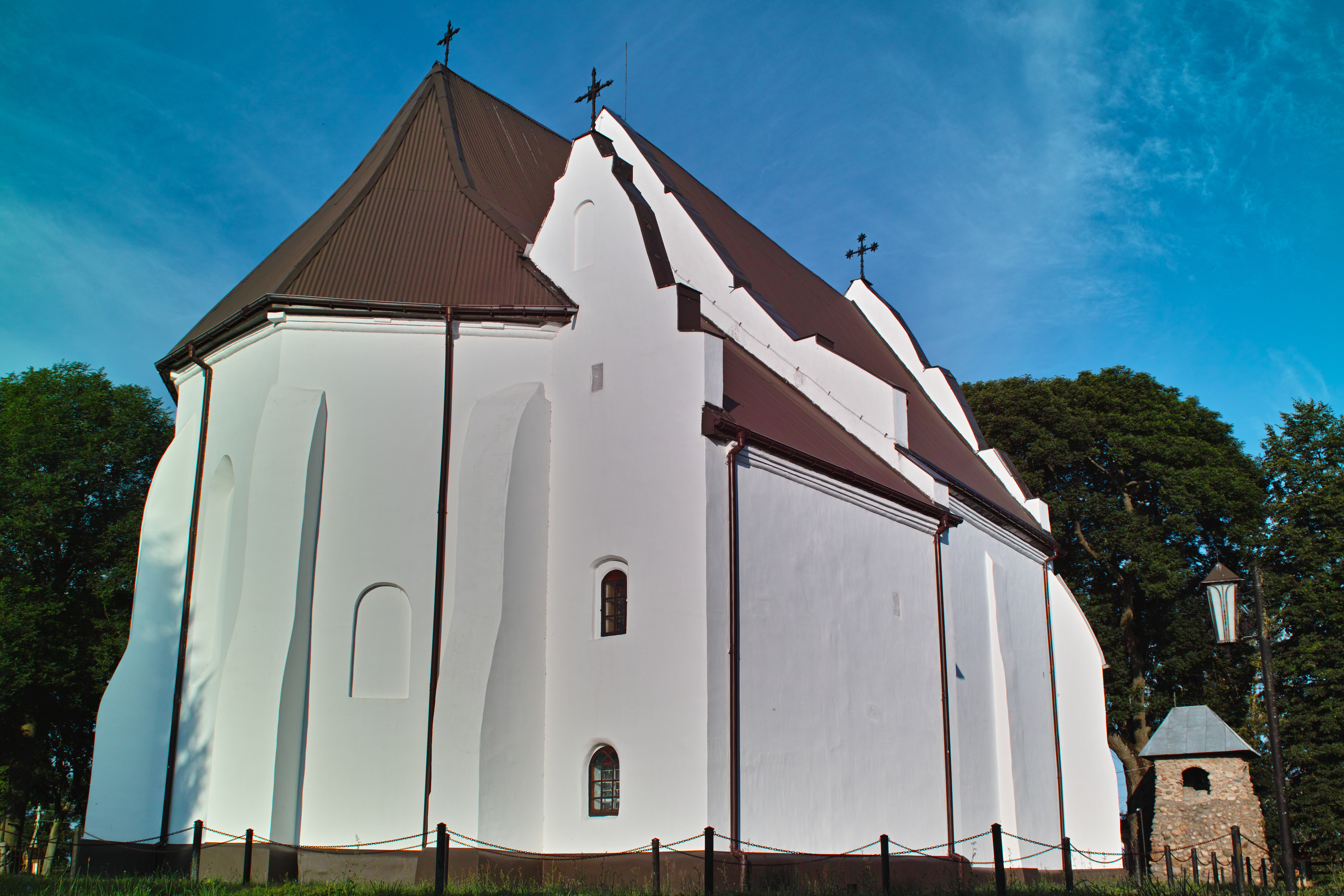
(2012)
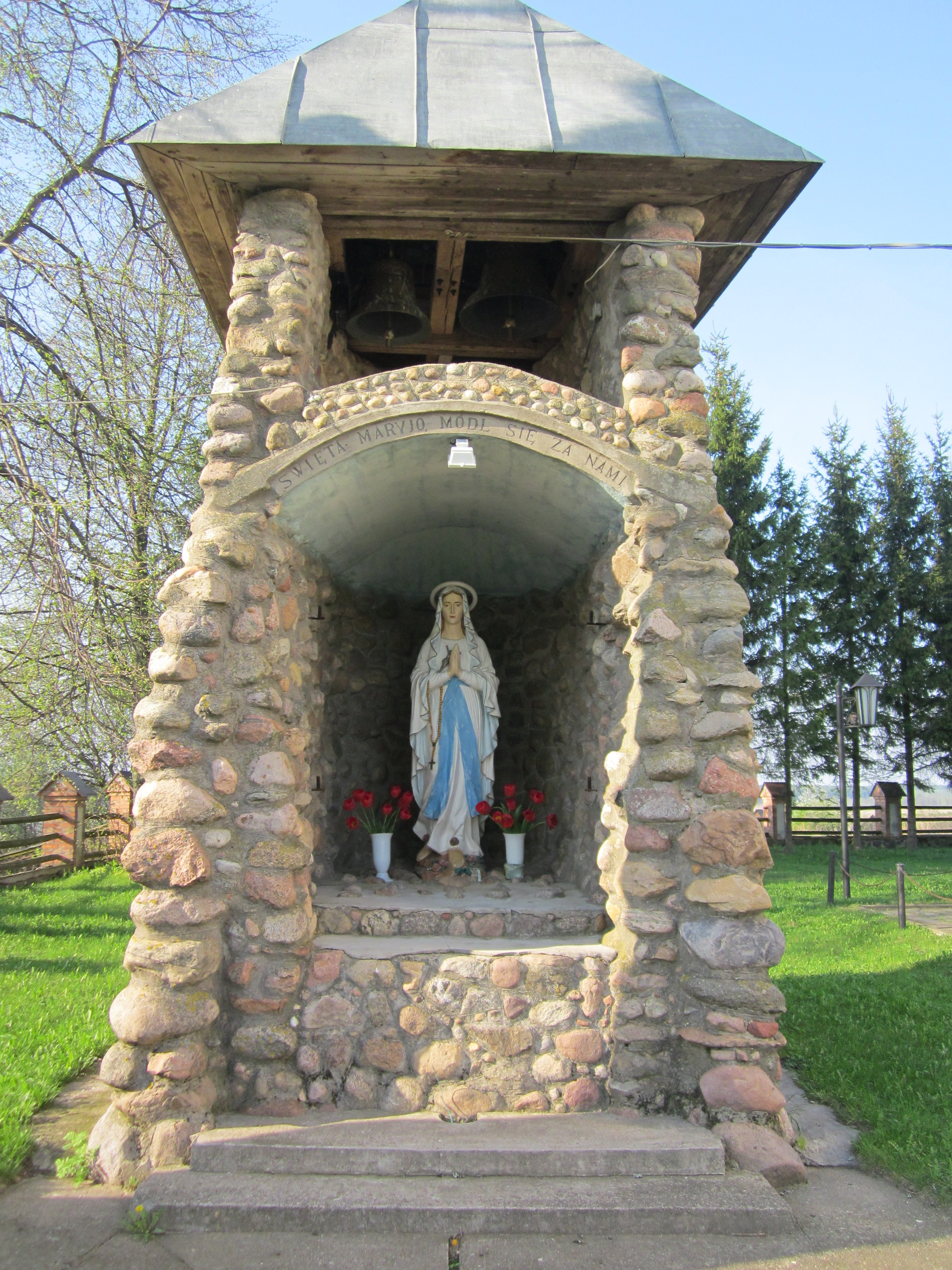
(2012)